# Йохай Бін-Нун
Йохай Бін-Нун (Фішман) (івр. יוחאי בן-נון; 17 грудня 1924 — 6 червня 1994) — ізраїльський військовик, один із засновників ізраїльського спецназу й командувач Військово-морськими силами Ізраїлю у званні «алуф». Герой Ізраїлю.

## Біографія
Народився 17 грудня 1924 року у Хайфі в родині репатріанта з Росії та корінної ізраїльтянки. Дитячі роки провів у Єрусалимі. У віці 16 років вступив у Агану.
У 1941 році закінчив коледж і вступив у Пальмах. У 1944 році полишає Пальмах й розпочинає навчання на медичному факультеті Єврейського університету. Проте вже за рік повертається до Пальмаху, де входить до складу новоствореної морської роти. Після закінчення курсів командирів у 1945 році створив і очолив ланку морських диверсантів, що здійснювала диверсійні операції проти кораблів британського флоту.
Під час кривавих подій у Хайфському порту 1947 року охороняв єврейських робітників і навчав їх основам сомооборони. У 1948 році командував військовими частинами у боях під Єрусалимом.
У 1948 році капітан Й. Бін-Нун створив у складі ВМС Ізраїлю «Підрозділ рятувальних катерів» з базою на озері Кінерет, у Тверії. До його складу увійшло близько 20 осіб та 6 катерів, що вибухають, збудованих на спецзамовлення в Італії. Вранці 22 жовтня 1948 року, біля узбережжя Гази, три ударних катери, на одному з яких перебував Бін-Нун, здійснили атаку на флагмана єгипетського флоту сторожовий корабель «Ель-Амір Фарук» і тральщик типу «B.Y.M.S». Внаслідок атаки «Ель-Амір Фарук» затонув, а тральщик отримав значні пошкодження. Рятувальний катер зібрав з води всіх ізраїльських моряків і полишив район.
17 липня 1949 року на урочистій церемонії за участі прем'єр-міністра і міністра оборони Ізраїлю Давида Бен-Гуріона, начальника Генерального штабу Яакова Дорі, інших високопосадовців, президент Ізраїлю Хаїм Вейцман вручив Йохаю Бін-Нуну планку і почесну грамоту Героя Ізраїлю (Гібор Ісраель).
На початку 1950 року «Підрозділ рятувальних катерів» і «Підрозділ бойових плавців» були об'єднані у 13-у флотилію («Шайєтет-13», Ш-13), командиром якої був призначений Йохай Бін-Нун. Під час Синайської кампанії він служив командиром «INS Yafo», беручи участь у захопленні єгипетського есмінця.
У 1960—1966 роках обіймав посаду командувача Військово-морськими силами Ізраїлю.
У 1966 році вийшов у відставку, проте під час Шестиденної війни добровольцем вступив на військову службу. Брав участь у військово-морських операціях і бойових діях на Голанських висотах.
Перебуваючи у відставці, заснував та протягом 1968—1982 років очолював напівдержавну компанію «Ізраїльські океанографічні та лімнологічні дослідження» (івр. חקר ימים ואגמים בע״מ), що займалась вивченням природних водойм.
Помер 6 червня 1994 року у Нью-Йорку (США). Похований у кібуці Мааган Міхаель.